# نویگرنسدورف
نویگرنسدورف (به آلمانی: Neugernsdorf) یک منطقهٔ مسکونی در آلمان است که در لانگنوتسندورف واقع شده‌است.
 نویگرنسدورف  ۱۶۱ نفر جمعیت دارد.